# Behra-Porsche
Behra-Porsche je nekdanje francosko moštvo Formule 1, ki ga je ustanovil dirkač Jean Behra in je v prvenstvu sodelovalo v sezoni 1960. Moštvo je nastopilo le na dveh dirkah, Veliki nagradi Argentine, ko je Masten Gregory osvojil dvanajsto mesto in Veliki nagradi Italije, ko je Fred Gamble osvojil deseto mesto.

## Rezultati Svetovnega prvenstva Formule 1
(legenda)
| Leto | Šasija                | Motor   | Gume | Dirkača        | 1   | 2   | 3   | 4   | 5   | 6   | 7  | 8   | 9   | 10  | Toč | Prv |
| ---- | --------------------- | ------- | ---- | -------------- | --- | --- | --- | --- | --- | --- | -- | --- | --- | --- | --- | --- |
| 1960 | Behra-Porsche Special | Porsche | ?    |                | ARG | MON | 500 | NIZ | BEL | FRA | VB | POR | ITA | ZDA | 0   | 11. |
| 1960 | Behra-Porsche Special | Porsche | ?    | Masten Gregory | 12  |     |     |     |     |     |    |     |     |     | 0   | 11. |
| 1960 | Behra-Porsche Special | Porsche | ?    | Fred Gamble    |     |     |     |     |     |     |    |     | 10  |     | 0   | 11. |